# Mondavio
Mondavio és un municipi d'Itàlia, dinsa la regió de les Marques, amb 5.346 habitants. Limita amb els municipis de Barchi, Corinaldo (AN), Fratte Rosa, Monte Porzio, Montemaggiore al Metauro, Orciano di Pesaro, Piagge, San Giorgio di Pesaro i San Lorenzo in Campo.

## Història
El nom de Mondavio es troba per primera vegada en un document amb data de 1178 i més tard en el registre del Vaticà 1289. El Sant en aquesta ocasió es va donar la benvinguda a l'amenitat de la zona i la varietat d'aus. I aquestes expressions deriva del nom de Mons avium com "Muntanya dels Ocells" (ara hi ha un colom en l'escut municipal). Atès que aquesta és una de les moltes explicacions sobre l'origen del nom, podem considerar incert el significat real "Mondavio".
Al final de la regla dels Malatesta, la Rectoria de Mondavio va tornar al domini directe de l'Església com Fano i Senigallia. A finals de 1463 la rectoria amb Montemarciano Senigallia i la disputa era el net del Papa Pius II Piccolomini Antoni, però la regla va ser de curta durada com Pius II va morir a l'agost de 1464 i Mondavio, Senigallia, San Costanzo Mondolfo i amb altres castells es van revoltar contra el Piccolomini i presentat al governador de Fano, el bisbe de Perugia, Vannucci Giacomo da Cortona. L'ascens al papat de Sixt IV della Rovere el 1471 va inaugurar una política de nepotisme que tenen grans conseqüències en la regió. En 1473 el Papa Frederic III Montefeltro condecorat amb el títol de duc i van estar d'acord a casar-se amb els Della Rovere donant a la seva filla Joana en matrimoni amb el net del Papa Joan Della Rovere (1502). El matrimoni va tenir lloc a l'octubre de 1474 i després d'uns dies John es van invertir a la ciutat de Senigallia, en el Vicariat de Mondavio i altres terres. John es va quedar per algun temps Mondavio i va donar el treball a la genial arquitecte Francesco di Giorgio Martini per construir el castell (construït entre 1482 i 1492), que en tots aquests segles, no ha estat sotmès a cap lloc i mai ha disparat un tret per les seves armes. El fill de John, Mary Francis, va néixer potser en Mondavio el 1503 va succeir al seu oncle en el ducat d'Urbino Guidobaldo també s'incorpora el Vicariat de Mondavio. Durant el govern dels Della Rovere, el Vicariat experimenta un període de pau, la prosperitat i el progrés d'uns cent trenta anys, aquest era el moment de grans celebracions. En 1631, amb l'extinció de la dinastia dels Della Rovere, el duc i el retorn Vicariat de Mondavio a la jurisdicció de la Santa Seu.

## Administració
| Període   | Identitat           | Partit |
| --------- | ------------------- | ------ |
| 1993-1999 | Stefano De Angelis  |        |
| 1999-2007 | Sebastiano Dominici |        |
| 2007-2008 | Paolo De Biagi      |        |
| 2008-     | Federico Talè       | PD     |

## Agermanaments
- Vilassar de Dalt
- Fontenay-Trésigny

## Monuments
- La Rocca di Mondavio